# Varga Győző (grafikus)
Varga Győző (Budapest, 1929. június 17. – Budapest, 2015. november 24.) magyar grafikus.

## Pályafutása
1947 és 1949 között a Magyar Iparművészeti Főiskola hallgatója volt, ahol Köpeczi Bócz István és Kádár György tanították. 1949-től 1954-ig a Magyar Képzőművészeti Főiskolán sokszorosító grafikát tanult, itt Koffán Károly, Tarján S. Jenő és Barcsay Jenő voltak a mesterei. Tanulmányutat tett Európában, az Amerikai Egyesült Államokban, Afrikában, és a Távol-Keleten (India, Japán, Vietnám, Korea).

## Díjak, elismerések
- 1960–65: A szép magyar könyv díja
- 1965: Nemzetközi Grafikai Fesztivál, I. díj, Edinburgh; Charles Cros-díj, Párizs
- 1966: IBA Könyvművész Oklevél, Lipcse
- 1967: Esztétikai nívódíj, Brüsszel
- 1969: Deutscher Schallplattenpreis, Bonn
- 1970: Grand Prix Academie Du Disque Français, Párizs; Nívódíj a Bartók-összkiadásért
- 1976: Charles Cros-díj, Párizs
- 1976, 1981: Az év legszebb színházplakátja díj
- 1981: Az év legszebb naptára díj
- 1983: Norvég Grafikai ösztöndíj, Oslo
- 1985: Kulturverband Favoriten, Bécs
- 1989: Grafikai ösztöndíj, Prága; Festival du Chaumont, Párizs
- 1994: Magyar Köztársasági Érdemrend.

## Egyéni kiállítások
- 1965: Festival Hall, Edinburgh • Académie du Charles Cros, Párizs • Külügyi és Külgazdasági Intézet • Bakony Múzeum, Veszprém
- 1966: IBA, Lipcse • Kuny Domonkos Múzeum, Tata • IBA Központ, Lipcse • Béri Balogh Ádám Múzeum, Szekszárd
- 1971: Fészek Művészklub, Budapest
- 1973: Külügyi és Külgazdasági Intézet
- 1974: Zwinger, Kőszeg
- 1975: Városi Könyvtár, Brünn
- 1977: Savaria Múzeum, Szombathely • Csók Galéria, Budapest
- 1980: Dallos I. Galéria • Jurisics István Vármúzeum, Kőszeg
- 1981: Városi Könyvtár, Győr • Kölcsey Művelődési Központ, Debrecen
- 1982: Kulturverband Favoriten, Bécs
- 1983: Oslo Nord Studio, Oslo • Sonja-Ostand M., Oslo • Városi Könyvtár, Brünn • Dél-Balatoni Galéria, Siófok
- 1984: Quadriennale, Prága • Nagy L. Művelődési Központ, Debrecen
- 1985: Kulturverband Favoriten, Bécs • Jantyik Múzeum Múzeum, Békés • Ady Endre Művelődési Ház, Miskolc
- 1986: Festőterem, Sopron
- 1987: Művelődési Központ, Oroszlány • Kulturális Központ, Tatabánya
- 1988: Kodály Intézet, Kecskemét
- 1989: Budapest Kongresszusi Központ, Budapest • Művelődési Központ, Szentendre
- 1990: Bartók Terem, Debrecen • Hatvani Galéria, Hatvan
- 1991: Miskolci Galéria, Miskolc • József Attila Központ, Budapest
- 1992: Művelődési Központ, Kunszentmiklós
- 1993: Kastélygaléria, Szirák • Ady Galéria, Miskolc • Teleki-kastély, Szirák • Városi Képtár, Szombathely
- 1994: C. S. Stefano, Róma • Tavaszi Tárlat • Fészek Művészklub, Budapest
- 1995: Magyar Állami Operaház, Budapest
- 1997: Országos Széchényi Könyvtár, Budapest • Opera Galéria, Budapest
- 1998: Opera National du Rhin, Strasbourg • Opera, Colmar • La Filature, Mulhouse • Bartók Emlékház, Budapest
- 1999: Országos Széchényi Könyvtár, Budapest • Magyar Állami Operaház • Kodály Intézet, Kecskemét • Vigadó Galéria, Budapest
- 2000: Kodály Zoltán Iskola, Tar • Nemzeti Színház • Magyar Intézet, Prága
- 2001: Várszínház Galéria, Budapest • Rege Cukrászda, Tihany • Kass Galéria, Szeged • Antenna Hungária, Budapest

## Válogatott csoportos kiállítások
- 1986: 100+1 éves a magyar plakát, Műcsarnok, Budapest
- 1988: VI. Országos Alkalmazott/Tervező Grafikai Biennálé, Békéscsaba
- 1996: Plakát Parnasszus II., Szt. Korona Galéria, Székesfehérvár

## Művek közgyűjteményekben
Albertina Grafikai Gyűjtemény, Bécs • Edvard Munch M., Oslo • IBA Archívum, Lipcse • Iparművészeti Múzeum, Budapest • Kodály Intézet, Kecskemét • Kulturverband Favoriten, Bécs • Munkácsy Mihály Múzeum, Békéscsaba • Magyar Nemzeti Galéria, Budapest • M. V. H. Gyűjtemény, Budapest • Norvég Nemzeti Galéria, Oslo • Országos Széchényi Könyvtár, Budapest • OSZMI, Budapest • Oslo Nord Stúdió • Savaria Múzeum, Szombathely • Scottsman Gyűjtemény, Edinburgh • Sonja-Ostand Alapítvány, Oslo • Városi Képtár, Halle • Városi Képtár, Szombathely • Városi Könyvtár, Brünn.